# Lofthellir
Die Lofthellir (isländisch: hellir = Höhle) befindet sich in der älteren Laxárlava, die Ketildyngja vor 3500 Jahren ausgeworfen hat, in der Nähe des Berges Hvannfell. Ihre Länge beträgt etwa 370 Meter. Die Höhle wird von der Icelandic Speleological Society erforscht. Die Temperatur in ihrem Inneren liegt ganzjährig bei etwa 0 °C. In der Lofthellir befinden sich einige größere Eisbildungen.

## Tourismus
Im Mývatn-Gebiet gibt es momentan nur einen Anbieter für diese Höhlentour. Es muss über eine Leiter hinabgestiegen werden. Unten angekommen muss man anschließend einen kurzen Schluf überwinden. Die Höhle ist mittlerweile verschlossen und kann nicht ohne Führung besucht werden.